# Crotalaria multiflora
Crotalaria multiflora là một loài thực vật có hoa trong họ Đậu. Loài này được (Arn.) Benth. miêu tả khoa học đầu tiên.